# Morgan Schneiderlin
Morgan Schneiderlin (Straatsburg, 8 november 1989) is een Frans voetballer die doorgaans als defensieve middenvelder speelt. Schneiderlin debuteerde in 2014 in het Frans voetbalelftal.

## Clubcarrière

### RC Strasbourg
Schneiderlin sloot zich op vijfjarige leeftijd aan bij de jeugdopleiding van RC Strasbourg, in 1995. Na daar tien jaar doorgebracht te hebben, tekende hij in 2005 zijn eerste professionele contract met de club en een jaar later mocht hij doorschuiven naar het eerste elftal. Op 27 oktober 2006 debuteerde de controlerende middenvelder voor Strasbourg in de Ligue 2, toen met 0–1 werd gewonnen van FC Gueugnon. Coach Jean-Pierre Papin liet Schneiderlin in de tweede helft invallen voor aanvaller Kevin Gameiro. Hierna speelde hij nog vier wedstrijden voor de club die aan het einde van het seizoen 2007/08 degradeerde. Hierop verliet Schneiderlin de club.

### Southampton
Op 26 juni 2008 ondertekende hij een vierjarig contract bij Southampton. Ook rivaal Portsmouth was geïnteresseerd in de diensten van de jonge middenvelder, maar hij koos zelf voor Southampton. Hij maakte op 9 augustus 2008 zijn debuut voor Southampton, toen met 2–1 verloren werd op bezoek bij Cardiff City. Zijn eerste doelpunt liet echter langer op zich wachten. Op 13 april 2010 kwam de verlossende treffer, tijdens een duel uit bij Bristol Rovers (1–5 winst).
Op 19 augustus 2011 tekende hij een nieuw driejarig contract bij Southampton, waarmee hij tot medio 2014 vastgelegd was. Na de promotie van Southampton naar de Premier League in 2012, behield Schneiderlin zijn basisplaats. Op 25 februari 2013 werd zijn contract met drie jaar verlengd tot medio 2017.
Aan het einde van het seizoen 2012/13, toen Southampton veertiende was geworden, werd Schneiderlin door de spelers en de fans van de club verkozen tot Speler van het Jaar. Het seizoen erna eindigde de club achtste en dat was de aanleiding voor een exodus bij Southampton: Luke Shaw (Manchester United), Calum Chambers (Arsenal), Adam Lallana, Rickie Lambert en Dejan Lovren (allen Liverpool) verlieten de club en coach Mauricio Pochettino verkaste naar Tottenham Hotspur. Schneiderlin wilde ook graag naar die club verhuizen. Voorzitter Ralph Krüger en nieuwe coach Ronald Koeman verklaarden echter dat de Franse middenvelder moest blijven.
Op 30 augustus 2014 scoorde hij tweemaal tegen West Ham United, waarvan Southampton met 1–3 won. In november verklaarde Schneiderlin graag in de Champions League te willen spelen en hierdoor zou hij in de zomer van 2015 mogelijkerwijs willen vertrekken.

### Manchester United
Schneiderlin tekende in juli 2015 een contract tot medio 2019 bij Manchester United. Dat betaalde Manchester United circa €33.750.000,- voor hem, met tot circa €4.200.000,- aan eventuele bonussen in het vooruitzicht. In zijn verbintenis werd een optie voor nog een seizoen opgenomen. Hij maakte op 17 juli 2015 zijn officieuze debuut voor Manchester United, in een oefenwedstrijd in Seattle tegen Club América. Naast Schneiderlin maakten ook Matteo Darmian, Bastian Schweinsteiger en Memphis Depay hun debuut voor United. Schneiderlin maakte het enige doelpunt van het duel.

### Everton
Hij tekende in januari 2017 een contract tot medio 2021 bij Everton, dat circa €22.900.000,- voor hem betaalde aan Manchester United, met tot circa €4.600.000,- aan eventuele bonussen in het vooruitzicht. In zijn verbintenis werd een optie voor nog een seizoen opgenomen. Hoewel Schneiderlin in zijn eerste seizoenen geregeld speelde, deemsterde hij naderhand weg. Hij kwam dan ook niet voor in de plannen van Carlo Ancelotti, die in 2019 trainer van de Toffees werd.

### OGC Nice en Western Sydney Wanderers
Everton liet de dertigjarige middenvelder in juni 2020 naar OGC Nice vertrekken, waar Schneiderlin hoopte op meer speelminuten. Hij levert Everton circa € 2.000.000,- op, veel minder dan zijn aankoopbedrag, dat ongeveer €24.000.000,- bedroeg. In januari 2023 werd hij verhuurd aan het Australische Western Sydney Wanderers. Hierna liep zijn contract af.

### Konyaspor en Kifisia
In augustus 2023 ging hij voor het Turkse Konyaspor spelen maar na tien dagen liet hij zijn contract ontbinden. Op 30 september 2023 sloot hij aan bij het Griekse AE Kifisia.

## Clubstatistieken
| Seizoen | Club              | Competitie     | Competitie | Competitie | Beker | Beker | Internationaal | Internationaal | Totaal | Totaal |
| Seizoen | Club              | Competitie     | Wed.       | Dlp.       | Wed.  | Dlp.  | Wed.           | Dlp.           | Wed.   | Dlp.   |
| ------- | ----------------- | -------------- | ---------- | ---------- | ----- | ----- | -------------- | -------------- | ------ | ------ |
| 2006/07 | RC Strasbourg     | Ligue 2        | 2          | 0          | 0     | 0     | —              | —              | 2      | 0      |
| 2007/08 | RC Strasbourg     | Ligue 1        | 3          | 0          | 0     | 0     | —              | —              | 3      | 0      |
| 2008/09 | Southampton       | Championship   | 30         | 0          | 1     | 0     | —              | —              | 31     | 0      |
| 2009/10 | Southampton       | League One     | 37         | 1          | 6     | 0     | —              | —              | 43     | 0      |
| 2010/11 | Southampton       | League One     | 27         | 0          | 4     | 0     | —              | —              | 31     | 0      |
| 2011/12 | Southampton       | Championship   | 42         | 2          | 5     | 0     | —              | —              | 47     | 2      |
| 2012/13 | Southampton       | Premier League | 36         | 5          | 1     | 0     | —              | —              | 37     | 5      |
| 2013/14 | Southampton       | Premier League | 33         | 2          | 3     | 0     | —              | —              | 36     | 2      |
| 2014/15 | Southampton       | Premier League | 26         | 4          | 4     | 1     | —              | —              | 30     | 5      |
| 2015/16 | Manchester United | Premier League | 29         | 1          | 3     | 0     | 7              | 0              | 39     | 1      |
| 2016/17 | Manchester United | Premier League | 3          | 0          | 3     | 0     | 2              | 0              | 8      | 0      |
| 2016/17 | Everton           | Premier League | 1          | 0          | 0     | 0     | —              | —              | 1      | 0      |
| Totaal  | Totaal            | Totaal         | 267        | 15         | 30    | 1     | 9              | 0              | 306    | 16     |

Bijgewerkt op 21 januari 2017.

## Interlandcarrière
Schneiderlin maakte op zondag 8 juni 2014 onder bondscoach Didier Deschamps zijn debuut voor de nationale ploeg van Frankrijk, in een vriendschappelijke thuiswedstrijd tegen Jamaica (8–0) in Villeneuve-d'Ascq. Hij viel in dat duel na 86 minuten in voor Karim Benzema, die al tweemaal doel had getroffen. Schneiderlin werd op de reservelijst geplaatst door Deschamps voor het WK 2014. Door blessures van Franck Ribéry en Clément Grenier werd hij alsnog opgeroepen. Zijn tweede wedstrijd was een WK-duel met Ecuador (0–0). Hier speelde hij de volle negentig minuten. Zijn toenmalige clubgenoten Dejan Lovren (Kroatië), Maya Yoshida (Japan), Luke Shaw, Adam Lallana, Rickie Lambert (allen Engeland) en Gastón Ramírez (Uruguay) waren ook actief op het toernooi.
Schneiderlin behoorde oorspronkelijk niet tot de selectie voor het EK 2016 in eigen land. Nadat Lassana Diarra zich op 31 mei afmeldde vanwege een knieblessure, nam bondscoach Didier Deschamps hem alsnog mee als vervanger. Op het toernooi bereikten zijn ploeggenoten en hij de finale, die ze met 0–1 verloren van Portugal. Schneiderlin kwam zelf geen minuut in actie.
| Interlands van Morgan Schneiderlin voor Frankrijk | Interlands van Morgan Schneiderlin voor Frankrijk | Interlands van Morgan Schneiderlin voor Frankrijk | Interlands van Morgan Schneiderlin voor Frankrijk | Interlands van Morgan Schneiderlin voor Frankrijk | Interlands van Morgan Schneiderlin voor Frankrijk |
| №                                                 | Datum                                             | Wedstrijd                                         | Uitslag                                           | Competitie                                        | Goals                                             |
| Als speler bij Southampton                        | Als speler bij Southampton                        | Als speler bij Southampton                        | Als speler bij Southampton                        | Als speler bij Southampton                        | Als speler bij Southampton                        |
| ------------------------------------------------- | ------------------------------------------------- | ------------------------------------------------- | ------------------------------------------------- | ------------------------------------------------- | ------------------------------------------------- |
| 1.                                                | 8 juni 2014                                       | Frankrijk – Jamaica                               | 8 – 0                                             | Vriendschappelijk                                 |                                                   |
| 2.                                                | 25 juni 2014                                      | Ecuador – Frankrijk                               | 0 – 0                                             | WK 2014                                           |                                                   |
| 3.                                                | 4 september 2014                                  | Frankrijk – Spanje                                | 1 – 0                                             | Vriendschappelijk                                 |                                                   |
| 4.                                                | 7 september 2014                                  | Servië – Frankrijk                                | 1 – 1                                             | Vriendschappelijk                                 |                                                   |
| 5.                                                | 11 oktober 2014                                   | Frankrijk – Portugal                              | 2 – 1                                             | Vriendschappelijk                                 |                                                   |
| 6.                                                | 14 oktober 2014                                   | Armenië – Frankrijk                               | 0 – 3                                             | Vriendschappelijk                                 |                                                   |
| 7.                                                | 14 november 2014                                  | Frankrijk – Albanië                               | 1 – 1                                             | Vriendschappelijk                                 |                                                   |
| 8.                                                | 26 maart 2015                                     | Frankrijk – Brazilië                              | 1 – 3                                             | Vriendschappelijk                                 |                                                   |
| 9.                                                | 29 maart 2015                                     | Frankrijk – Denemarken                            | 2 – 0                                             | Vriendschappelijk                                 |                                                   |
| Als speler bij Manchester United                  |                                                   |                                                   |                                                   |                                                   |                                                   |
| 10.                                               | 4 september 2015                                  | Portugal – Frankrijk                              | 0 – 1                                             | Vriendschappelijk                                 |                                                   |
| 11.                                               | 7 september 2015                                  | Frankrijk – Servië                                | 2 – 1                                             | Vriendschappelijk                                 |                                                   |
| 12.                                               | 8 oktober 2015                                    | Frankrijk – Armenië                               | 4 – 0                                             | Vriendschappelijk                                 |                                                   |
| 13.                                               | 11 oktober 2015                                   | Denemarken – Frankrijk                            | 1 – 2                                             | Vriendschappelijk                                 |                                                   |
| 14.                                               | 13 november 2015                                  | Frankrijk – Duitsland                             | 2 – 0                                             | Vriendschappelijk                                 |                                                   |
| 15.                                               | 17 november 2015                                  | Engeland – Frankrijk                              | 2 – 0                                             | Vriendschappelijk                                 |                                                   |

## Erelijst
| Competitie             |             |             |             |             |
| Competitie             | Aantal      | Jaren       |             |             |
| Southampton            | Southampton | Southampton | Southampton | Southampton |
| ---------------------- | ----------- | ----------- | ----------- | ----------- |
| Football League Trophy | 1x          | 2009/10     |             |             |
| Manchester United      |             |             |             |             |
| FA Cup                 | 1x          | 2015/16     |             |             |
| FA Community Shield    | 1x          | 2016        |             |             |
| UEFA Europa League     | 1x          | 2016/17     |             |             |